# Giro d'Italia 1950
Il Giro d'Italia 1950, trentatreesima edizione della "Corsa Rosa", si svolse in diciotto tappe dal 24 maggio al 13 giugno 1950, per un percorso totale di 3 981 km. Fu vinto dallo svizzero Hugo Koblet, primo corridore non italiano ad aggiudicarsi la corsa.
Nella nona tappa, con arrivo a Bolzano, Gino Bartali colse la sua ultima vittoria al Giro. 
Nella stessa tappa Coppi fu coinvolto in una caduta e si fratturò il bacino. 
Per la seconda volta nella storia della manifestazione il Giro terminò a Roma (il primo traguardo finale nella capitale era avvenuto nell'edizione del 1911).

## Tappe
| Tappa  | Data      | Percorso                      | km    | Vincitore di tappa | Leader cl. generale |
| ------ | --------- | ----------------------------- | ----- | ------------------ | ------------------- |
| 1ª     | 24 maggio | Milano > Salsomaggiore Terme  | 225   | Oreste Conte       | Oreste Conte        |
| 2ª     | 25 maggio | Salsomaggiore Terme > Firenze | 245   | Alfredo Martini    | Fritz Schär         |
| 3ª     | 26 maggio | Firenze > Livorno             | 148   | Olimpio Bizzi      | Fritz Schär         |
| 4ª     | 27 maggio | Livorno > Genova              | 216   | Antonio Bevilacqua | Fritz Schär         |
| 5ª     | 28 maggio | Genova > Torino               | 245   | Franco Franchi     | Fritz Schär         |
| 6ª     | 29 maggio | Torino > Locarno (CHE)        | 220   | Hugo Koblet        | Fritz Schär         |
|        | 30 maggio | giorno di riposo              |       |                    |                     |
| 7ª     | 31 maggio | Locarno (CHE) > Brescia       | 293   | Luciano Maggini    | Alfredo Martini     |
| 8ª     | 1º giugno | Brescia > Vicenza             | 214   | Hugo Koblet        | Hugo Koblet         |
| 9ª     | 2 giugno  | Vicenza > Bolzano             | 272   | Gino Bartali       | Hugo Koblet         |
|        | 3 giugno  | giorno di riposo              |       |                    |                     |
| 10ª    | 4 giugno  | Bolzano > Milano              | 294   | Mario Fazio        | Hugo Koblet         |
| 11ª    | 5 giugno  | Milano > Ferrara              | 251   | Adolfo Leoni       | Hugo Koblet         |
| 12ª    | 6 giugno  | Ferrara > Rimini              | 144   | Antonio Bevilacqua | Hugo Koblet         |
| 13ª    | 7 giugno  | Rimini > Arezzo               | 244   | Luciano Maggini    | Hugo Koblet         |
| 14ª    | 8 giugno  | Arezzo > Perugia              | 185   | Fritz Schär        | Hugo Koblet         |
|        | 9 giugno  | giorno di riposo              |       |                    |                     |
| 15ª    | 10 giugno | Perugia > L'Aquila            | 185   | Giancarlo Astrua   | Hugo Koblet         |
| 16ª    | 11 giugno | L'Aquila > Campobasso         | 203   | Fiorenzo Magni     | Hugo Koblet         |
| 17ª    | 12 giugno | Campobasso > Napoli           | 167   | Annibale Brasola   | Hugo Koblet         |
| 18ª    | 13 giugno | Napoli > Roma                 | 230   | Oreste Conte       | Hugo Koblet         |
| Totale | Totale    | Totale                        | 3 981 |                    |                     |

## Squadre e corridori partecipanti
| N.    | Cod. | Squadra          |
| ----- | ---- | ---------------- |
| 1-7   | BIA  | Bianchi          |
| 8-14  | BAR  | Bartali          |
| 15-21 | WIL  | Wilier Triestina |
| 22-28 | LEG  | Legnano          |
| 29-35 | TAU  | Taurea           |
| 36-42 | ATA  | Atala            |
| 43-49 | GAN  | Ganna            |
| 50-56 | FRE  | Fréjus           |

| N.     | Cod. | Squadra    |
| ------ | ---- | ---------- |
| 57-63  | BOT  | Bottecchia |
| 64-70  | VIS  | Viscontea  |
| 71-77  | CIM  | Cimatti    |
| 78-84  | HEL  | Helyett    |
| 85-91  | ARB  | Arbos      |
| 92-98  | BEN  | Benotto    |
| 99-105 | GUE  | Guerra     |

## Dettagli delle tappe

### 1ª tappa
- 24 maggio: Milano > Salsomaggiore Terme – 225 km

Risultati
| Pos. | Corridore       | Squadra | Tempo    |
| ---- | --------------- | ------- | -------- |
| 1    | Oreste Conte    | Bianchi | 5h54'26" |
| 2    | Désiré Keteleer | Bianchi | s.t.     |
| 3    | Olimpio Bizzi   | Guerra  | s.t.     |

### 2ª tappa
- 25 maggio: Salsomaggiore Terme > Firenze – 245 il

Risultati
| Pos. | Corridore       | Squadra | Tempo    |
| ---- | --------------- | ------- | -------- |
| 1    | Alfredo Martini | Taurea  | 6h57'15" |
| 2    | Fritz Schär     | Arbos   | s.t.     |
| 3    | Silvio Pedroni  | Fréjus  | s.t.     |

### 3ª tappa
- 26 maggio: Firenze > Livorno – 148 km

Risultati
| Pos. | Corridore         | Squadra | Tempo    |
| ---- | ----------------- | ------- | -------- |
| 1    | Olimpio Bizzi     | Guerra  | 4h40'34" |
| 2    | Vincenzo Rossello | Taurea  | s.t.     |
| 3    | Armando Peverelli | Atala   | s.t.     |

### 4ª tappa
- 27 maggio: Livorno > Genova – 216 km

Risultati
| Pos. | Corridore          | Squadra | Tempo    |
| ---- | ------------------ | ------- | -------- |
| 1    | Antonio Bevilacqua | Wilier  | 6h22'05" |
| 2    | Hugo Koblet        | Guerra  | s.t.     |
| 3    | Serse Coppi        | Bianchi | s.t.     |

### 5ª tappa
- 28 maggio: Genova > Torino – 245 km

Risultati
| Pos. | Corridore      | Squadra | Tempo    |
| ---- | -------------- | ------- | -------- |
| 1    | Franco Franchi | Taurea  | 6h59'35" |
| 2    | Bruno Pontisso | Arbos   | s.t.     |
| 3    | Luciano Pezzi  | Atala   | a 15"    |

### 6ª tappa
- 29 maggio: Torino > Locarno – 220 km

Risultati
| Pos. | Corridore    | Squadra | Tempo    |
| ---- | ------------ | ------- | -------- |
| 1    | Hugo Koblet  | Guerra  | 6h32'44" |
| 2    | Luigi Casola | Atala   | a 1'48"  |
| 3    | Oreste Conte | Bianchi | s.t.     |

### 7ª tappa

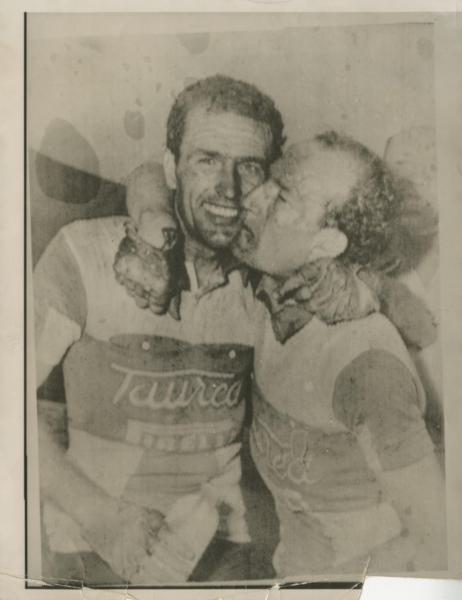
Alfredo Martini si congratula con Luciano Maggini vincitore della 7ª tappa, all'arrivo a Brescia

- 31 maggio: Locarno > Brescia – 293 km

Risultati
| Pos. | Corridore        | Squadra | Tempo    |
| ---- | ---------------- | ------- | -------- |
| 1    | Luciano Maggini  | Taurea  | 8h22'05" |
| 2    | Giorgio Albani   | Legnano | s.t.     |
| 3    | Armando Barducci | Fréjus  | s.t.     |

### 8ª tappa
- 1º giugno: Brescia > Vicenza – 214 km

Risultati
| Pos. | Corridore        | Squadra | Tempo    |
| ---- | ---------------- | ------- | -------- |
| 1    | Hugo Koblet      | Guerra  | 6h35'30" |
| 2    | Pasquale Fornara | Legnano | s.t.     |
| 3    | Gino Bartali     | Bartali | a 20"    |

### 9ª tappa
- 2 giugno: Vicenza > Bolzano – 272 km

Risultati
| Pos. | Corridore    | Squadra | Tempo    |
| ---- | ------------ | ------- | -------- |
| 1    | Gino Bartali | Bartali | 9h00'51" |
| 2    | Hugo Koblet  | Guerra  | s.t.     |
| 3    | Ferdi Kübler | Fréjus  | s.t.     |

### 10ª tappa
- 4 giugno: Bolzano > Milano – 294 km

Risultati
| Pos. | Corridore         | Squadra    | Tempo    |
| ---- | ----------------- | ---------- | -------- |
| 1    | Mario Fazio       | Bottecchia | 8h04'00" |
| 2    | Valeriano Zanazzi | Atala      | s.t.     |
| 3    | André Brulé       | Viscontea  | s.t.     |

### 11ª tappa
- 5 giugno: Milano > Ferrara – 251 km

Risultati
| Pos. | Corridore         | Squadra    | Tempo    |
| ---- | ----------------- | ---------- | -------- |
| 1    | Adolfo Leoni      | Legnano    | 7h13'14" |
| 2    | Serafino Biagioni | Bottecchia | s.t.     |
| 3    | Alberto Ghirardi  | Benotto    | a 47"    |

### 12ª tappa
- 6 giugno: Ferrara > Rimini – 144 km

Risultati
| Pos. | Corridore          | Squadra | Tempo    |
| ---- | ------------------ | ------- | -------- |
| 1    | Antonio Bevilacqua | Wilier  | 3h58'30" |
| 2    | Luigi Casola       | Atala   | s.t.     |
| 3    | Désiré Keteleer    | Bianchi | s.t.     |

### 13ª tappa
- 7 giugno: Rimini > Arezzo – 244 km

Risultati
| Pos. | Corridore       | Squadra | Tempo    |
| ---- | --------------- | ------- | -------- |
| 1    | Luciano Maggini | Taurea  | 7h19'55" |
| 2    | Fiorenzo Magni  | Wilier  | s.t.     |
| 3    | Gino Bartali    | Bartali | s.t.     |

### 14ª tappa
- 8 giugno: Arezzo > Perugia – 185 km

Risultati
| Pos. | Corridore        | Squadra    | Tempo    |
| ---- | ---------------- | ---------- | -------- |
| 1    | Fritz Schär      | Arbos      | 5h30'26" |
| 2    | Serse Coppi      | Bianchi    | a 1'22"  |
| 3    | Giacomo Zampieri | Bottecchia | s.t.     |

### 15ª tappa
- 10 giugno: Perugia > L'Aquila – 185 km

Risultati
| Pos. | Corridore        | Squadra | Tempo    |
| ---- | ---------------- | ------- | -------- |
| 1    | Giancarlo Astrua | Taurea  | 5h01'20" |
| 2    | Luciano Maggini  | Taurea  | a 5'00"  |
| 3    | Désiré Keteleer  | Bianchi | a 5'06"  |

### 16ª tappa
- 11 giugno: L'Aquila > Campobasso – 203 km

Risultati
| Pos. | Corridore      | Squadra    | Tempo    |
| ---- | -------------- | ---------- | -------- |
| 1    | Fiorenzo Magni | Wilier     | 6h09'02" |
| 2    | Giulio Bresci  | Bottecchia | a 17"    |
| 3    | Ferdi Kübler   | Fréjus     | a 50"    |

### 17ª tappa
- 12 giugno: Campobasso > Napoli – 167 km

Risultati
| Pos. | Corridore        | Squadra | Tempo    |
| ---- | ---------------- | ------- | -------- |
| 1    | Annibale Brasola | Benotto | 4h43'50" |
| 2    | Guido De Santi   | Atala   | a 17"    |
| 3    | Renzo Soldani    | Legnano | a 3'10"  |

### 18ª tappa
- 13 giugno: Napoli > Roma – 230 km

Risultati
| Pos. | Corridore        | Squadra | Tempo    |
| ---- | ---------------- | ------- | -------- |
| 1    | Oreste Conte     | Bianchi | 7h08'35" |
| 2    | Annibale Brasola | Benotto | s.t.     |
| 3    | Renzo Zanazzi    | Arbos   | s.t.     |

## Classifiche finali

### Classifica generale - Maglia rosa
| Pos. | Corridore       | Squadra    | Tempo      |
| ---- | --------------- | ---------- | ---------- |
| 1    | Hugo Koblet     | Guerra     | 117h28'03" |
| 2    | Gino Bartali    | Bartali    | a 5'12"    |
| 3    | Alfredo Martini | Taurea     | a 8'41"    |
| 4    | Ferdi Kübler    | Fréjus     | a 8'45"    |
| 5    | Luciano Maggini | Taurea     | a 10'49    |
| 6    | Fiorenzo Magni  | Wilier     | a 12'14"   |
| 7    | Silvio Pedroni  | Fréjus     | a 13'07"   |
| 8    | Luciano Pezzi   | Atala      | a 14'34"   |
| 9    | Giulio Bresci   | Bottecchia | a 18'08"   |
| 10   | Pietro Giudici  | Cimatti    | a 20'05"   |

### Classifica scalatori
| Pos. | Corridore         | Squadra   | Punti |
| ---- | ----------------- | --------- | ----- |
| 1    | Hugo Koblet       | Guerra    | 43    |
| 2    | Gino Bartali      | Bartali   | 29    |
| 3    | Jean Robic        | Viscontea | 21    |
| 4    | Fritz Schär       | Arbos     | 11    |
| 4    | Vittorio Rossello | Taurea    | 11    |

### Classifica a squadre
Classifica stilata sommando i tempi dei primi tre classificati per squadra.
| Pos. | Squadra    | Tempo      |
| ---- | ---------- | ---------- |
| 1    | Fréjus     | 353h14'35" |
| 2    | Taurea     | a 21'21"   |
| 3    | Cimatti    | a 41'19"   |
| 4    | Bottecchia | a 46'10"   |
| 5    | Legnano    | a 1h53'15" |